# Leiji Matsumoto
Leiji Matsumoto (松本 零士 Matsumoto Reiji), född 25 januari 1938 i Kurume i Fukuoka prefektur, död 13 februari 2023 i Tokyo, var en mangaka och filmmakare. Han blev bland annat känd för Starzinger, Uchū Senkan Yamato, Captain Harlock och Galaxy 999. Leiji Matsumoto är ett artistnamn, medan hans egentliga namn var  Akira Matsumoto (japanska: 松本 晟, Matsumoto Akira?).

## Biografi

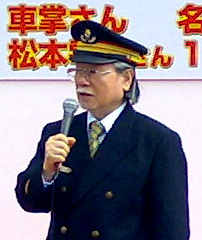
Leiji Matsumoto vid Ōizumi-gakuen-stationen, i rollen som hedersstationsmästare.

När han var runt åtta år gjorde han sina första teckningar. Han gillade Walt Disneys tecknade serier, men den största källan av inspiration var Osamu Tezuka, en av Japans mest kända och inflytelserika manga- och animeskapare. Tezuka skulle Matsumoto många år senare att samarbeta med på Starzinger. 
1953 organiserade magasinet Manga Shōnen en tävling. Matsumoto var vid den här tiden 15 år, och hans manga Mitsubachi no bōken (”Honungsbiets äventyr”) fick motta strålande kritik. Manga Shōnen utnämnde honom till ”den bästa debuterande serieskaparen av en lång serie”. Mangan blev publicerad och det kommande året publicerade samma tidning många av hans berättelser. Då han tog examen från gymnasiet åker han 1957 till Tokyo, för att försöka försörja sig som mangaka. Han hyrde ett rum i Bunkyō-området, norr om Shinjuku. Här bodde han i sex års tid och fick under tiden olika strippserieer publicerade i olika herrtidningar. Denna väg till framgång har många senare kända namn inom mangabranschen gått. Under den tiden gifte han sig med Miyako Maki, en annan framgångsrik mangatecknare och 1967 skapare av Licca-chan – Japans motsvarighet till Barbie.
Några år senare, 1965, började Matsumoto använda Reiji som artist(för)namn. Han skrev det som Leiji, så att människor från väst skulle förstå hur det skulle uttalas. Leiji betyder ”krigare noll”. 
I april 1968 startade han sin första science fiction-tidning, Sexaroid. Ett stort steg mot berömmelse var då Otoko Oidon släpptes 1973. Det var en manga baserade på hans erfarenheter av att bo på ett elevhem. Den mangan resulterade i ett pris till Matsumoto, utdelat av storförlaget Kōdansha. Därefter introducerade han serier som Captain Harlock, Galaxy Express 999, Uchū Senkan Yamato och Starzinger. 
I Sverige blev Matsumoto bland annat känd för just animeserien Starzinger, som publicerades i Sverige under delar av 1980-talet. Han gjorde på senare år gjort filmen Interstella 5555 - the 5tory of the 5ecret 5tar 5ystem tillsammans med Daft Punk.

## Utmärkelser
Asteroiden 6565 Reiji är uppkallad efter honom.